# Olimp de Ravenna
Olimp fou exarca de Ravenna del 649 a la seva mort el 652.
Era un camarlenc de la cort imperial a Constantinoble. El 649, segons el Liber Pontificalis, fou enviat a Ravenna per l'emperador Constanci II amb el nomenament d'exarca i l'ordre de detenir el papa Martí I amb l'acusació que l'elecció papal no havia estat sotmesa a l'aprovació de l'emperador, però en realitat per castigar el Papa per la seva condemna de l'heretgia monotelista. Va substituir Teodor I Cal·liopes.
Olimp va demorar la seva actuació buscant el suport dels romans i dels bisbes. Va planejar assassinar al Papa, però ni les negociacions ni l'assassinat li van sortir bé. Finalment va decidir canviar de camp i es va aliar amb el Papa i es va declarar emperador (651) i el 652 va anar a Sicília per atreure al seu camp a les forces romanes d'Orient a l'illa, però el seu exèrcit fou atracat per una malaltia desconeguda, de la que va morir el mateix Olimp a finals del 652. El va succeir Teodor I Cal·liopes.